# Super Show 2
Super Junior, The 2nd Asia Tour - "Super Show 2" là chuyến lưu diễn châu Á lần thứ hai của nhóm nhạc Hàn Quốc Super Junior từ năm 2009 đến 2010 nhằm quảng bá cho album phòng thu thứ ba của họ là Sorry, Sorry. Tour diễn bắt đầu bằng 3 đêm tại Seoul, Hàn Quốc vào tháng 7 năm 2009 và đi qua 7 thành phố trên khắp châu Á với tổng cộng 15 đêm diễn. Điểm dừng chân cuối cùng là Philippines vào tháng 4 năm 2010.

## Lịch sử
Vào ngày 3 tháng 6 năm 2009, chỉ một thời gian ngắn sau khi Super Junior bắt đầu quảng bá cho single "It's You" từ phiên bản repackaged của album thứ 3 Sorry, Sorry, SM Entertainment đã lên tiếng xác nhận chuyến lưu diễn châu Á lần thứ hai của nhóm. Theo đó, giai đoạn quảng bá cho It's you đã kết thúc vào ngày 21 tháng 6 để nhóm có thể bắt đầu chuẩn bị cho chuyến lưu diễn vào tháng 7 năm 2009.
Vé cho đêm diễn 17 tháng 7 tại Seoul được bắt đầu bán vào ngày 16 tháng 6 vào lúc 20h00 và đã ngay lập tức được bán hết chỉ trong vòng 10 phút. Vé cho đêm diễn thứ 2 và thứ 3 được tung ra ngày 17 - 18 tháng 6 và cũng đều được nhanh chóng bán hết trong khoảng thời gian tương tự.
Buổi diễn tại Hồng Kông là hoạt động cuối cùng của Super Junior có mặt thành viên Kangin trước khi anh tạm dừng tất cả các hoạt động của mình sau vụ scandal đánh nhau trong quán rượu vào sáng sớm ngày 16 tháng 9 tại Nonhyeon-dong, Gangnam-gu, Seoul.
Điểm dừng chân Thượng Hải là màn diễn mở đầu chính thức cho Festival nghệ thuật quốc tế lần thứ 11 tại Thượng Hải, được tổ chức bởi Bộ Văn Hóa Trung Quốc. Tại đây, nhóm đã nhận huân chương danh dự của thành phố Thượng Hải và buổi diễn đã thu hút 12.000 người tham dự.

## Nội dung tour diễn

### Danh sách bài hát tại Hàn Quốc
Super Junior Intro
- "A Man in Love" (Remix ver.)
- "U" (Remix ver.)
- "It's You" (Remix ver.)

VCR 1
- "She Wants It"
- MENT #1
- "Angela"
- "Miracle" (Rock remix)
- "Disco Drive" (Remix ver.)
- "Dancing Out" (Remix ver.)

VCR 2
- "Baby Baby" – Sungmin
- "Soul" – Heechul (ft. Jungmo chơi guitar)
- "Beautiful" – Donghae (ft. Eunhyuk)
- "Resignation" – Yesung
- "Insomnia (bài hát của Craig David)" – Ryeowook
- "Seven Years of Love" – Kyuhyun
- "What if" – Yesung, Sungmin, Ryeowook, Kyuhyun
- "Heartquake" – Yesung, Eunhyuk, Ryeowook, Kyuhyun
- "Honey" – Leeteuk
- "Dance with DOC/Run to you" – Kangin, Leeteuk, Shindong, Sungmin, Eunhyuk, Donghae)

VCR 3
- "Don't Don" (Remix ver.)
- "TWINS (Knock Out)"

VCR 4
- "Our Love"

VCR 6
- Màn dance của Han Geng, Shindong, Eunhyuk, Donghae
- "Who Am I" – Siwon (ft. Ryeowook chơi keyboard)
- "At Least There's Still You" – Super Junior-M
- "Me" – Super Junior-M
- "Super Girl (Korean Version)" Super Junior-M
- "Blue Tomorrow (Korean Version)" Super Junior-M

VCR 6
- "Shining Star"
- "Puff The Magic Dragon - Kyuhyun Feat. Super Junior Members"

VCR 7
- "Superman" (Norazo cover) – Super Junior-T
- "Rokkugo" – Super Junior-T

VCR 8 (Girls' Junior)
- "Gee" – Leeteuk, Heechul, Kangin, Sungmin, Eunhyuk, Donghae, Siwon, Ryeowook, Kyuhyun
- "Sunny" – Super Junior-Happy
- "Pajama Party" – Super Junior-Happy

VCR 9 ("Sorry, Sorry" R&B remix)
- "Sorry, Sorry"
- "Carnival"
- "Sapphire Blue"
- MENT #2
- "Marry U"

### Danh sách bài hát tại Hồng Kông và đại lục
Super Junior Intro
- "A Man in Love" (Remix ver.)
- "U" (Remix ver.)
- "It's You" (Remix ver.)

VCR 1
- "She Wants It"
- MENT #1
- "Angela"
- "Miracle" (Rock remix)
- "Disco Drive" (Remix ver.)
- "Dancing Out" (Remix ver.)

VCR 2
- "Baby Baby" – Sungmin
- "Soul" – Heechul (ft. Jungmo chơi guitar)
- "Beautiful" – Donghae (ft. Eunhyuk)
- "Resignation" – Yesung
- "Betrayal" – Han Geng
- "Insomnia (Craig David)" – Ryeowook
- "Seven Years of Love" – Kyuhyun
- "What if" – Yesung, Sungmin, Ryeowook, Kyuhyun
- "Heartquake" – Yesung, Eunhyuk, Ryeowook, Kyuhyun
- "Honey" – Leeteuk
- "Dance with DOC/Run to you" – Kangin, Leeteuk, Shindong, Sungmin, Eunhyuk, Donghae

VCR 3
- "Don't Don" (Remix ver.)
- "TWINS (Knock Out)"

VCR 4
- "Our Love"

VCR 5
- Màn dance của Han Geng, Shindong, Sungmin, Eunhyuk, Donghae
- "Who Am I" – Siwon (ft. Ryeowook chơi keyboard)
- "Blue Tomorrow" – Super Junior-M
- "Super Girl" – Super Junior-M

VCR 6
- "Shining Star"
- "Puff The Magic Dragon - Kyuhyun Feat. Super Junior Members"

VCR 7
- "Superman" (Norazo cover) – Super Junior-T
- "Rokkugo" – Super Junior-T

VCR 8 (Girls' Junior)
- "Gee" – Leeteuk, Heechul, Kangin, Sungmin, Eunhyuk, Donghae, Siwon, Ryeowook, Kyuhyun
- "Sunny" – Super Junior-Happy
- "Pajama Party" – Super Junior-Happy

VCR 9 ("Sorry, Sorry" R&B remix)
- "Sorry, Sorry"
- "Carnival"
- "Sapphire Blue"
- MENT #2
- "Marry U"
- "Wonder Boy"

## Ngày và địa điểm diễn ra
| Ngày                      | Thành phố    | Quốc gia    | Địa điểm                                    |
| ------------------------- | ------------ | ----------- | ------------------------------------------- |
| 17 tháng 7 năm 2009       | Seoul        | Hàn Quốc    | Olympic Fencing Gymnasium                   |
| 18 tháng 7 năm 2009       | Seoul        | Hàn Quốc    | Olympic Fencing Gymnasium                   |
| 19 tháng 7 năm 2009       | Seoul        | Hàn Quốc    | Olympic Fencing Gymnasium                   |
| 18 tháng 9 năm 2009       | Hồng Kông    | Trung Quốc  | AsiaWorld–Arena                             |
| 18 tháng 10 năm 2009      | Thượng Hải   | Trung Quốc  | Sân vận động Trung tâm Thể thao Nguyên Thâm |
| 28 tháng 11 năm 2009      | Bangkok      | Thái Lan    | Impact Arena                                |
| 29 tháng 11 năm 2009      | Bangkok      | Thái Lan    | Impact Arena                                |
| 12 tháng 12 năm 2009      | Nam Kinh     | Trung Quốc  | Nanjing Olympic Sports Center Gymnasium     |
| 23 tháng 1 năm 2010       | Bắc Kinh     | Trung Quốc  | Nhà thi đấu Ngũ Khỏa Tùng                   |
| 20 tháng 2 năm 2010       | Đài Bắc      | Đài Loan    | Nhà thi đấu Đài Bắc                         |
| 21 tháng 2 năm 2010       | Đài Bắc      | Đài Loan    | Nhà thi đấu Đài Bắc                         |
| 6 tháng 3 năm 2010 Encore | Thượng Hải   | Trung Quốc  | Shanghai Indoor Stadium                     |
| 7 tháng 3 năm 2010 Encore | Thượng Hải   | Trung Quốc  | Shanghai Indoor Stadium                     |
| 20 tháng 3 năm 2010       | Kuala Lumpur | Malaysia    | Putra Indoor Stadium                        |
| 10 tháng 4 năm 2010       | Manila       | Philippines | Araneta Coliseum                            |

## Thành phần tham gia
- Ca sĩ: Super Junior
- Thiết kế vũ đạo: Super Junior, Nick Bass, Trent Dickens, Black Beat Hwang Sanghoon, Black Beat Shim Jaewon
- Vũ công: Super Junior
- Đơn vị tổ chức: SM Entertainment
  - Đơn vị tổ chức nước ngoài: B4H Entertainment (Hồng Kông), True Music (Thái Lan), Red Star (Malaysia), Pulp Live Productions (Philippines)
- Đơn vị quảng bá: Dream Maker Entercom, Creazone
  - Đơn vị quảng bá nước ngoài: Midas Promotions (Hồng Kông)
- Đơn vị giám sát: Gmarket